# Bartholomew McGhee
Bartholomew McGhee, també anomenat Bertie o Bart, (Edimburg, 30 d'abril de 1899 - Filadèlfia, 26 de gener de 1979) fou un futbolista escocès, nacionalitzat estatunidenc, dels anys 1920 i 1930.
Fill i germà de futbolistes, el 1910 emigrà d'Escòcia als Estats Units. En aquest país jugà a diversos clubs com New York Shipbuilding, Bethlehem Steel FC, o Philadelphia Hibernian.
El 1922 signà un contracte professional amb New York Field Club. També jugà a Indiana Flooring, club que fou comprat pel propietari dels New York Giants de beisbol, convertint-se en New York Nationals. A NY Nationals guanyà la National Challenge Cup el 1928 i la Lewis Cup el 1929. Amb el canvi de nom del club a New York Giants, guanyà el campionat de l'ASL de 1930-31. McGhee jugà al voltant de 350 partits i marcà uns 137 gols entre 1921 i 1931.
Fou internacional amb els Estats Units a la Copa del Món de 1930, on marcà dos gols.
El 1986 fou inclòs al National Soccer Hall of Fame.